# East Carbon
East Carbon est une municipalité américaine située dans le comté de Carbon en Utah et composée des villages de Columbia, Dragerton et Sunnyside. Lors du recensement de 2010, sa population est de 1 678 habitants (1 301 à Columbia et Dragerton et 377 à Sunnyside).

## Histoire
La municipalité d'East Carbon est créée en 1973, lors de la fusion des villes minières de Dragerton (fondée en 1942) et de Columbia,.
En novembre 2013, les électeurs d'East Carbon et de Sunnyside (en) votent en faveur de la fusion des deux municipalités (81 % de « pour » à East Carbon et 69 % à Sunnyside). La ville d'East Carbon-Sunnyside est créée le 1er janvier 2014. Ce nouveau nom est jugé trop long par une partie de la population et le conseil municipal de la ville. La municipalité adopte alors le nom d'East Carbon City,.

L'hôpital de Dragerton en 1946.
Une maison de mineurs à Columbia en 1946.
L'église de Sunnyside en 1946.

## Géographie
En 2010, la municipalité d'East Carbon s'étend sur 8,98 milles carrés (23,26 km2) tandis que celle de Sunnyside occupe 3,13 milles carrés (8,11 km2).